# Reinhard Genzel
Reinhard  Genzel (Bad Homburg vor der Höhe, 1952. március 24. –) német fizikus, aki 2020-ben Nobel-díjat kapott.